# العلم (مجلة 1926)
العلم هي مجلة ساخرة عربية كانت تُنشر أسبوعيًا في القاهرة بين عامي 1926 و1927 في 51 إصدارًا. وكان مؤسسها ورئيس تحريرها هو علي فهمي كامل (1870-1926)، الذي شغل أيضًا منصب مدير مجلة اللواء. تتناول المجلة في الغالب الأحداث السياسية والاجتماعية في عصرها. في عام 1927، دُمجت المجلة مع مطبوعة أخرى وهي مجلة كل شيء، لتشكيل دورية كل شيء والعالم.